# 趙觀
趙觀，是鄭丰的武侠小说《天觀雙俠》中的二位主角之一。

## 家庭
- 父親：
  - 成達：青幫前幫主之子（最有可能）
  - 雲龍英：前龍幫幫主，遭暗殺
  - 清召：少林寺首座
- 母親：姬火鶴(劉七娘)
- 妻子:
  - 丁香:火鶴堂門人，原先侍奉姬火鶴，後改侍奉趙觀
  - 李畫眉:青幫李四標之女，號稱「南國初春」，對趙觀用情甚深
  - 陳如真:陳近雲次女，曾隨趙觀犯難冒險，對趙觀迷戀
  - 周含兒:幼年曾為趙觀所救，後再度被賣入風塵，由邵十三老贖出
  - 李彤禧:朝鮮國女公主，其弟登基後至蒙古尋趙觀同住
  - 司空寒星:死神司空屠與青竹之女，受其父虐待、欺侮，性格偏激冷酷，曾俘虜並虐待趙觀
- 兒女:共8個，書中未詳提

## 生平
出身為蘇州煙水小弄裡，情風館的一個小廝，九歲時從人口販子手中救出周含兒並透過青幫將她送回家，十二歲時因為母親姬火鶴為火鶴堂堂主而進入百花門，開始接觸毒藥，而後因與醫俠凌霄之子凌昊天一起救出被拐走的陳如真，而與凌昊天結為好友。
後來遭遇仇家來襲，情風館裡的所有人皆被殺害，為了報仇，於是決定前往北方，向大師伯蕭百合求助，在路上遇到成達，得知蕭百合已死及成達可能是是他的父親，並得其真傳披風快刀。後來與成達去到龍幫，雲龍英也認為趙觀是自己的兒子，於是將他留在龍幫裡教養，除了幫主雲龍英外，其餘人都相當排斥他。後來凌雙飛來訪龍幫，趁著凌雙飛離去之時離開龍幫，欲去虎山尋找醫俠夫婦，在泰山遇到秦燕龍與鄭寶安，得知秦燕龍為醫俠之妻，在敘述事情經過之後跟著秦燕龍等人前往虎山，並在凌霄長子凌比翼的護送下，到達百花門的大本營-幽微谷，並與逃過一死的青竹與丁香合作，打敗白蘭兒、蕭玫瑰、紫薑三人即位第三任百花門主，化名上官千卉，懾服許多黑道幫派，得江湖稱號「仙容神卉」 後遇仇家再次找上，趙觀率領眾長老弟子撤退，自己與幾位長老藏於杭州江家莊，化名江賀，並結識青幫李四標之女李畫眉，被引進青幫，並繼任辛武壇主，在內部叛亂之時，幫助幫主策劃、平亂，並於武丈原以披風快刀降服叛亂，得到幫眾敬重，兼任庚武壇主。

## 性格
聰明機智，謀略甚多。因從小生活在女子眾多的青樓裡，所以雖然十分風流，到處結緣，但對他所結識每位女子都是抱著真心相待(雖是真心但到底在他心中占幾分地位卻也不得而知了)，也因這樣的環境，所以對於權力地位無所求。
受到醫俠夫婦及凌比翼影響，因此也相當的重視情義，甚至為了失意的凌昊天，不惜拋下眾多事務與報仇計畫，與其到大漠生活兩年。

## 武功
由於百花門的武功主要為下毒，所以趙觀以毒術見長，也會一些百花門的拳法、鞭法，從成達那邊學會披風刀法，凌比翼亦教導他輕功「飛天神遊」，而後來因為助陳近雲一家逃脫，而被東廠雇用的喇嘛抓走，意外被當作轉世法王而學到藏傳內功「拙火無上定」。